# بنفسجي بلوري
البنفسجي البلوري أو بنفسجي الجنطيانا عبارة عن صبغة في شكل مسحوق تستخدم في صبغ الأنسجة لرؤيتها تحت المجهر.

## التحضير
وهناك عدد من الطرق الممكنة يمكن استخدامها لتحضير البنفسج الكريستالي.
يمكن تحضيره من :
CH2O + 3 C6H5N(CH3)2 → CH(C6H4N(CH3)2)3 + H2O
هذا المركب عديم اللون يتاكسد للكات ايون الملون بواسطة(اكسيد المنجنيز)
CH(C6H4N(CH3)2)3 + HCl + 1/2 O2 → [C(C6H4N(CH3)2)3]Cl + H2O

## صبغة لونية
عندما يذوب في الماء صبغتة لها لون أزرق بنفسجي مع امتصاصية قصوى في طول موجي 590 نانومتر وامتصاصية مولية 
87،000
nbsp;M−1cm−1.

### غير الطبية

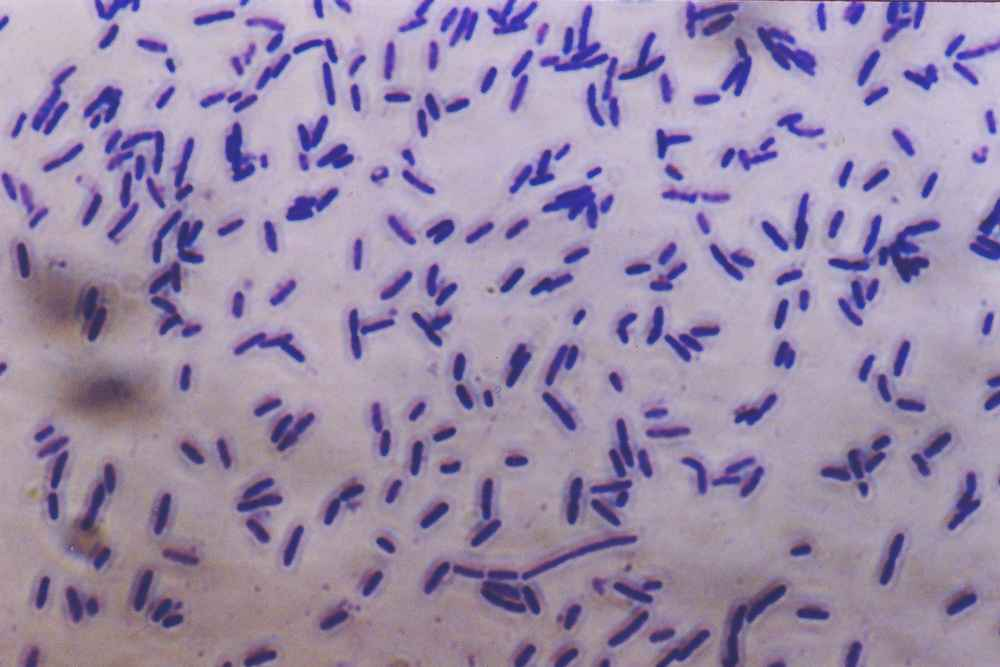
بكتيريا مصبوغة بالبنفسج البلوري.

## التطبيقات

### التطبيقات الطبية
نظراً لاختلاف التركيب الكيميائي بين جدار الخلايا في بعض أنواع البكتريا أمكن التعرف على هذه الأنواع باستخدام الصباغ الملونة . ولكي تتم رؤية خلايا البكتيريا بوضوح تحت المجهر فنحتاج إلى استعمال أصباغ مختلفة منها البنفسج البلوري Crystal violet

## التاريخ

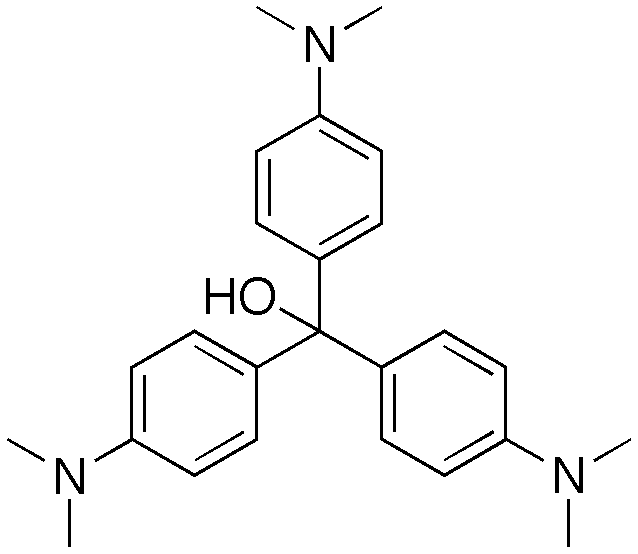
Crystal violet base (methylrosanilide, tris[4-(dimethylamino)phenyl]methanol, C_{25}H_{31}N_{3}O)

## قراءات إضافية
- "Methylrosanilinium chloride (gentian violet)"، WHO model prescribing information: drugs used in skin diseases، Geneva: World Health Organization، 1997، ص. 70، ISBN:92-4-140106-0، مؤرشف من الأصل في 2018-09-20.

## وصلات خارجية
- Drug Information Portal: Crystal violet، US National Library of Medicine, National Institutes of Health، مؤرشف من الأصل في 2019-12-14.